# 올드 패션 러브송
《올드 패션 러브송》은 2002년 7월 26일에 MBC에서 방영한 베스트극장이다.

## 등장 인물

### 주요 인물
- 윤승원 : 한하기 역
- 진희경 : 차영서 역

### 그 외 인물
- 김은수 : 한하기의 아내 역
- 원미원
- 이기영
- 오협
- 오영덕
- 박은빈